# Акартюрк, Бедиа
Бедиа Акартюрк (тур. Bedia Akartürk; род. 4 февраля 1941, Одемиш) — турецкая певица, получившая известность благодаря исполнению турецких народных песен.

## Биография
Родилась 4 февраля 1941 года в Одемише. В детстве получила музыкальное образование, уже с ранних лет проявила себя как талантливая певица. 7 лет работала на радио Измира. Затем, после переезда в Анкару, на радио Анкары. Это сделало её популярнее, поскольку охват аудитории у радио Анкары был больше, чем у радио Измира.
Пик славы Акартюрк пришёлся на 1970-е годы. Она снялась в семи фильмах, неоднократно выступала вживую, записала множество пластинок. Несколько илов Турции сделали её своим почётным гражданином. Наиболее известны песни Акартюрк «Yarim İstanbul’u mesken mi tuttun?» и «Ya beni de götür ya sen de gitme».
Лауреат ряда премий. Проживает в Стамбуле.

### Личная жизнь
В 1960 году вышла замуж за Атиллу Селлера. У них была дочь Нихан. Фамилию Акартюрк Бедиа не меняла, брак продлился вплоть до смерти супруга в 2007 году.